# Marczo Dafczew
Marczo Dafczew (bułg. Марчо Дафчев, ur. 12 maja 1978 roku w Płowdiwie) – bułgarski piłkarz, grający na pozycji pomocnika. Jest zawodnikiem Łokomotiwu Sofia, do którego powrócił przed rozpoczęciem sezonu 2009-10. W 2005 roku zadebiutował w reprezentacji Bułgarii, w której jak dotychczas wystąpił zaledwie raz.